# Leichtsieder

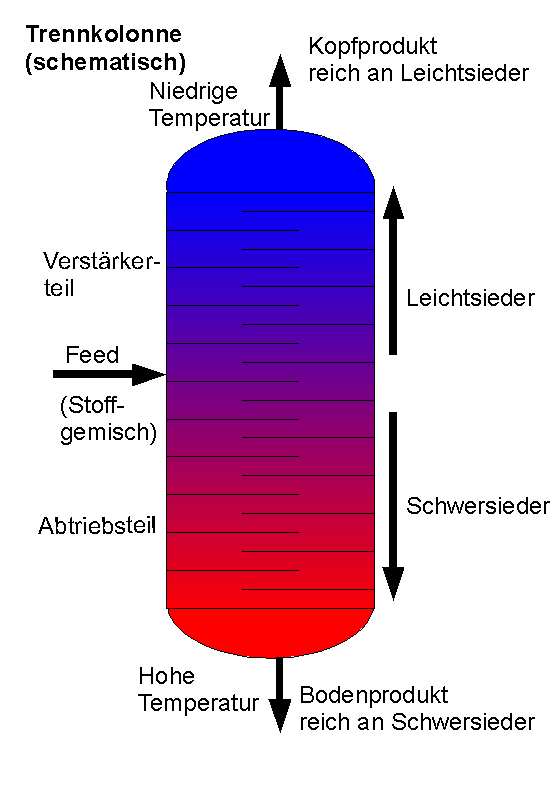
Leichtsieder in einer Trennkolonne

Ein Leichtsieder ist die Komponente in einem Gemisch chemischer Stoffe, deren Dampfdruck höher und dessen Siedetemperatur niedriger als die der anderen Komponenten ist.
Der Begriff ist von Bedeutung in der Rektifikation und Destillation. Der Leichtsieder ist die Komponente, die über den Kolonnenkopf abgezogen werden kann. Oft werden Leichtsieder auch als leichtflüchtige Verbindungen bezeichnet. Das Gegenstück zum Leichtsieder ist der Schwersieder.